# Narcisa Pérez Reoyo
Narcisa Pérez Reoyo (Santiago de Compostela, 1849-La Coruña, 1876) fue una escritora española.

## Biografía
Hija de Narciso Pérez Reoyo, nació en Santiago de Compostela el 4 de mayo de 1849. Fue autora de títulos como Cantos de la infancia (1865), Devocionario infantil (1867) y Horas perdidas (1874). Ingresó en la Academia Bibliográfico-Mariana de Lérida en 1872 y obtuvo ese mismo año un accésit por una oda a Nuestra Señora de Guadalupe; en los dos años siguientes fue galardonada en la misma academia con los dos premios y un accésit. Contrajo matrimonio con Nicolás Boado y falleció el 19 de junio de 1876 en La Coruña.